# 周光祖
周光祖（？—？），字伯绳，號韋西，南直隶苏州府昆山县人，明朝政治人物。

## 生平
万历三十一年（1603年）癸卯科应天乡试第九十四名舉人，三十二年（1604年）甲辰科进士，工部觀政，三十三年授进贤县知县，三十八年升刑部主事，四十年调南兵部主事，四十三年補兵部主事，四十五年京察免官。

## 家族
曾祖周昂。祖父周璣，贈文林郎知縣。父周道行，举人、知縣。母丘氏，封孺人。严侍下。聘孫氏，娶王氏，繼娶孫氏、劉氏。